# Lumbrineris parvapedata
Lumbrineris parvapedata är en ringmaskart som beskrevs av Treadwell 1901. Lumbrineris parvapedata ingår i släktet Lumbrineris och familjen Lumbrineridae. Inga underarter finns listade i Catalogue of Life.